# Матвеев, Евгений Владимирович
Евге́ний Влади́мирович Матве́ев (укр. Євген Володимирович Матвєєв; р. 1950) — концептуальный украинский художник, живописец, график, художник книги. Представитель Южнорусской волны.  Народный художник Украины (2016). Лауреат Государственной премии УССР имени Т. Г. Шевченко (1983).

## Биография
Родился в 1950 году в д. Харпай (ныне Лотошинский район, Московская область) в семье военнослужащего. С 1953 года проживает на Украине. В 1972 году окончил Украинский полиграфический институт имени Ивана Фёдорова. В 1972—1973 годах — служба в рядах Советской армии. С 1978 года член Национального союза художников Украины.
С 1976 по 1986 гг. сотрудник и руководитель Экспериментальной художественной редакции при Госкомиздате УССР. С 1978 года член Национального союза художников. Один из основателей и первый заместитель Председателя правления Киевского союза художников книги.
Является председателем секции всеукраинского конкурса «Искусство книги». Основатель и идеолог творческого объединения художников «New Mat». Член правления Ассоциации артгалерей Украины. Член экспертного Совета Центра современного искусства «Совиарт». Член Совета Фонда содействия развитию искусств. Член Арт Виста Клуба. Работает практически во всех направлениях современного искусства.
Произведения Евгения Матвеева находятся в Национальном художественном музее Украины, Национальном музее Тараса Шевченко, музее книги и книгопечатания Украины, Музее космонавтики имени С. П. Королёва, Академии искусств СССР, Музее К. Маркса и Ф. Энгельса (Москва), МИД Украины, во многих других музеях, учреждениях и частных коллекциях разных стран. Живёт и работает в Киеве. С 2014 года работает в соавторстве с Николаем Бабаком в Арт-тандеме БМ Бабак-Матвеев.

## Награды и премии
- Государственная премия Украинской ССР имени Т. Г. Шевченко (1983) — за внедрение новых принципов конструирования, оформления и полиграфического исполнения произведений классиков марксизма-ленинизма и выдающихся деятелей коммунистического и рабочего движения (К. Маркс «Капитал», «Гражданская война во Франции», «И всё-таки она вертится!»)
- Серебряная медаль АХ СССР (1983)
- Золотая медаль Верховной Рады Украины (2001)
- заслуженный художник Украины (2004)
- народный художник Украины (2016)[2]
- Лауреат многочисленных наград высшего уровня, полученных на международных и национальных выставках и конкурсах.

## Творчество
Работает практически во всех направлениях современного искусства.

## Биеннале
- 2007 — Проект «Противостояние». Международная фотобиеннале 2007. Фонд содействия развитию искусств, Киев, Украина.
- 2006 — Проект «In the Army Now». Международная фотобиеннале 2006. Стокгольм, Швеция.
- 2005 — Проект «In the Army Now». Международная фотобиеннале 2005. Галерея «Лавра», Киев, Украина.
- 1997 — Проект «Фотосинтез». Международный арт фестиваль, Киев, Украина.
- 1990 — Salon d’automne, арт-галерея «Слава», Париж, Франция.
- 1990 — Premio Internazionale Biella Per L'incisione 1990, Бьелла, Италия.
- 1987 — Baltic States Biennale of Graphic Art, Германия.
- 1984 — 7-я Международная биеннале станковой графики, Фредрикстад, Норвегия.

## Персональные выставки (выборочно)
- 2011 — Проект «Выбор народа». ЦСИ Совиарт, Киев, Украина.
- 2009 — Проект «Металлические сердца», Галерея «Лавра», Киев, Украина.
- 2009 — Проект «Вдоль стены». Галерея художественного Арсенала, Киев, Украина.
- 2009 — Проект «Война». ЦСИ Совиарт, Киев, Украина.
- 2008 — Проект «Мыло». ЦСИ Совиарт, Киев, Украина.
- 2008 — Проект «Ничего личного». ГогольФест, Художественный арсенал, ЦСИ Совиарт, Киев, Украина.
- 2005 — Проект «Сны о Дрезденской галерее». Berlin Capital Club. Берлин, Германия.

## Групповые выставки
- Участник множества художественных выставок в СССР, Украине и за рубежом начиная с 1971 года и по настоящее время.

## Коллекции (выборочно)
- Национальный художественный музей Украины, Киев.
- музей книги и книгопечатания, Киев.
- Национальный музей Тараса Шевченко, Киев.
- музей К. Маркса и Ф. Энгельса, Москва.
- музей космонавтики имени Сергея Павловича Королёва, Житомир.
- Музей современного изобразительного искусства Украины, Киев.
- Министерство иностранных дел Украины, Киев.
- Министерство культуры Украины, Киев.
- АХ СССР, Москва.
- СХ СССР, Москва.
- Национальный союз художников Украины, Киев.
- Ассоциация артгалерей Украины. Центр современного искусства «Совиарт», Киев.
- Частные коллекции Украины, Великобритании, Бельгии, России, Дании, Франции, США, Италии, Голландии, Канады, Швейцарии, Австрии, Германии и других.

## Галерея

Работы Евгения Матвеева
«Вдоль стены. Обнажение № 7», фото, 2009. 150x300cм.
Проект «Коммуникации 21» «Игра», холст, масло, 2008. 200x300cм.
Проект «Коммуникации 21» «Мыло». Инсталляция — 100x120х80 см. 2008

## Источник
- Шевченківський комітет
- КО НСХУ